# اسمیت الکتریک
اسمیت الکتریک (به انگلیسی: Smith Electric) یک شرکت خودروسازی بریتانیایی است، که در سال ۱۹۲۰ تأسیس شد.